# Риљац
Риљац је насеље у Србији у општини Трстеник у Расинском округу. Према попису из 2022. било је 367 становника (према попису из 1991. било је 905 становника).
Овде се налази Запис Глишића храст (Риљац).

## Историја
До Другог српског устанка Риљац се налазио у саставу Османског царства. Након Другог српског устанка Риљац улази у састав Кнежевине Србије и административно је припадао Јагодинској нахији и Левачкој кнежини све до 1834. године када је Србија подељена на сердарства.

## Демографија
У насељу Риљац живи 639 пунолетних становника, а просечна старост становништва износи 48.1 година (45.8 код мушкараца и 50.5 код жена). У насељу има 228 домаћинстава, а просечан број чланова по домаћинству је 3.20.
Ово насеље је великим делом насељено Србима (према попису из 2002. године).
|  |

| Демографија | Демографија | Демографија |
| Година      | Становника  | Становника  |
| ----------- | ----------- | ----------- |
| 1948.       | 1.069       |             |
| 1953.       | 1.071       |             |
| 1961.       | 1.093       |             |
| 1971.       | 1.107       |             |
| 1981.       | 1.067       |             |
| 1991.       | 905         | 849         |
| 2002.       | 730         | 762         |

| Етнички састав према попису из 2002.‍ | Етнички састав према попису из 2002.‍ | Етнички састав према попису из 2002.‍ | Етнички састав према попису из 2002.‍ | Етнички састав према попису из 2002.‍ |
| ------------------------------------ | ------------------------------------ | ------------------------------------ | ------------------------------------ | ------------------------------------ |
|                                      |                                      |                                      |                                      |                                      |
| Срби                                 | Срби                                 |                                      | 728                                  | 99,72%                               |
| Словенци                             | Словенци                             |                                      | 1                                    | 0,13%                                |
| Македонци                            | Македонци                            |                                      | 1                                    | 0,13%                                |
| непознато                            | непознато                            |                                      | 0                                    | 0,0%                                 |

| Риљац у пописима Јагодинске нахије — од 1818. до 1829.                            |       |       |       |       |       |       |          |       |       |       |       |       |
| Година пописа                                                                     | 1818. | 1819. | 1820. | 1821. | 1822. | 1823. | 1824/25. | 1825. | 1826. | 1827. | 1828. | 1829. |
| Куће                                                                              | 29    | 29    | 30    | 31    | 30    | 30    | 31       | 31    | 30    | 32    | 33    | 32    |
| Пореске главе*                                                                    | -     | 36    | 36    | 36    | 34    | 35    | 37       | 33    | 33    | 33    | 32    | 31    |
| Арачке главе**                                                                    | 71    | 77    | 90    | 90    | 93    | 96    | 96       | 94    | 95    | 92    | 94    | 98    |
| *Пореске главе = Ожењени мушкарци \| ** Арачке главе = Мушкарци од 7 до 70 година |       |       |       |       |       |       |          |       |       |       |       |       |

| Година пописа     | 1948. | 1953. | 1961. | 1971. | 1981. | 1991. | 2002. |
| ----------------- | ----- | ----- | ----- | ----- | ----- | ----- | ----- |
| Број домаћинстава | 204   | 200   | 238   | 253   | 244   | 240   | 228   |

| Број чланова      | 1  | 2  | 3  | 4  | 5  | 6  | 7 | 8 | 9 | 10 и више | Просек |
| ----------------- | -- | -- | -- | -- | -- | -- | - | - | - | --------- | ------ |
| Број домаћинстава | 48 | 58 | 28 | 32 | 26 | 29 | 6 | 1 | 0 | 0         | 3,20   |

| Пол    | Укупно | Неожењен/Неудата | Ожењен/Удата | Удовац/Удовица | Разведен/Разведена | Непознато |
| ------ | ------ | ---------------- | ------------ | -------------- | ------------------ | --------- |
| Мушки  | 321    | 64               | 218          | 30             | 9                  | 0         |
| Женски | 338    | 38               | 209          | 89             | 2                  | 0         |
| УКУПНО | 659    | 102              | 427          | 119            | 11                 | 0         |

| Пол    | Укупно                    | Пољопривреда, лов и шумарство | Рибарство                            | Вађење руде и камена | Прерађивачка индустрија       |
| ------ | ------------------------- | ----------------------------- | ------------------------------------ | -------------------- | ----------------------------- |
| Мушки  | 194                       | 123                           | 0                                    | 0                    | 46                            |
| Женски | 158                       | 134                           | 0                                    | 0                    | 13                            |
| УКУПНО | 352                       | 257                           | 0                                    | 0                    | 59                            |
| Пол    | Производња и снабдевање   | Грађевинарство                | Трговина                             | Хотели и ресторани   | Саобраћај, складиштење и везе |
| Мушки  | 0                         | 0                             | 7                                    | 0                    | 5                             |
| Женски | 0                         | 0                             | 6                                    | 2                    | 0                             |
| УКУПНО | 0                         | 0                             | 13                                   | 2                    | 5                             |
| Пол    | Финансијско посредовање   | Некретнине                    | Државна управа и одбрана             | Образовање           | Здравствени и социјални рад   |
| Мушки  | 0                         | 9                             | 2                                    | 0                    | 1                             |
| Женски | 0                         | 1                             | 0                                    | 2                    | 0                             |
| УКУПНО | 0                         | 10                            | 2                                    | 2                    | 1                             |
| Пол    | Остале услужне активности | Приватна домаћинства          | Екстериторијалне организације и тела | Непознато            | Непознато                     |
| Мушки  | 0                         | 0                             | 0                                    | 1                    | 1                             |
| Женски | 0                         | 0                             | 0                                    | 0                    | 0                             |
| УКУПНО | 0                         | 0                             | 0                                    | 1                    | 1                             |